# Nicola Pistoia
Nicola Pistoia (* 31. März 1954 in Rom) ist ein italienischer Schauspieler, Autor und Filmregisseur.
Pistoia trat zunächst auf den Bühnen der italienischen Hauptstadt auf, wo er (auch dank seiner guten Bekanntschaft mit Pino Ammendola) unter zahlreichen bekannten Theaterregisseuren wie z. B. Nanni Garella, Giorgio Albertazzi, Antonio Calenda oder Marco Lucchesi arbeitete. Daneben schrieb er einige Stücke wie Binario, Oscar und Sono emozionato alleine sowie viele mit Ammendola (beispielsweise Uomini targati Eva, Mezzi uomini, I tre moschettieri und Osceno novecento). Ab 1983 war er auch in Film- und Fernsehrollen gleichermaßen zu sehen. Mit einer Kinoversion seines und Amendolas erfolgreichen Bühnenstücks Stregati dalla luna debütierte er 2001 als Regisseur. Seine Schauspielerkarriere setzte er auch danach fort.

## Filmografie (Auswahl)
- 1983: Safari (Fernsehfilm)
- 1986: Aurelia
- 1987: Wer will, kann bleiben (Chi c'è c'è)
- 1989: Kleine Mißverständnisse (Piccoli equivoci)
- 1993: Inspektor Sarti (L'ispettore Sarti) (mehrere Folgen der Filmreihe)
- 2001: Stregati dalla luna (auch Ko-Regie und Drehbuch)
- 2005: Papst Johannes Paul II. (Pope John Paul II.)
- 2012: Benur – Un gladiatore in afflitto